# Manduca ochus
Manduca ochus ist ein Schmetterling (Nachtfalter) aus der Familie der Schwärmer (Sphingidae). Manduca ochus wurde von Klug im Jahre 1836 erstmals beschrieben.

## Merkmale
Die Falter haben eine Flügelspannweite von ungefähr 120 Millimetern. Die Grundfarbe der Oberseite der Vorderflügel ist zimtbraun. Die Vorderflügel haben am Vorderrand eine sehr unregelmäßig begrenztes dunkelgraues Muster. Durch diese Merkmale ist die Art gut von den übrigen Arten der Gattung Manduca zu unterscheiden. Auf den Vorderflügeln befinden sich außerdem zwei Paar schwarzer Punkte in der Submarginalregion und eine Reihe schwarzer Punkte marginal, also am Flügelaußenrand. Die Oberseite des Kopfes und des Thorax sind zimtfarben bzw. orange. Die Palpen sind ähnlich wie bei Manduca rustica ausgebildet. Auf dem ersten Glied der Tarsen der Vorderbeine sind fünf oder sechs verhältnismäßig lange, mäßig kräftige und mehrere kleinere Sporne ausgebildet. Pulvilli fehlen. Auf den Fühlern der Weibchen sind deutlich Linien, enger angeordneter Härchen (Zilien) zu erkennen.

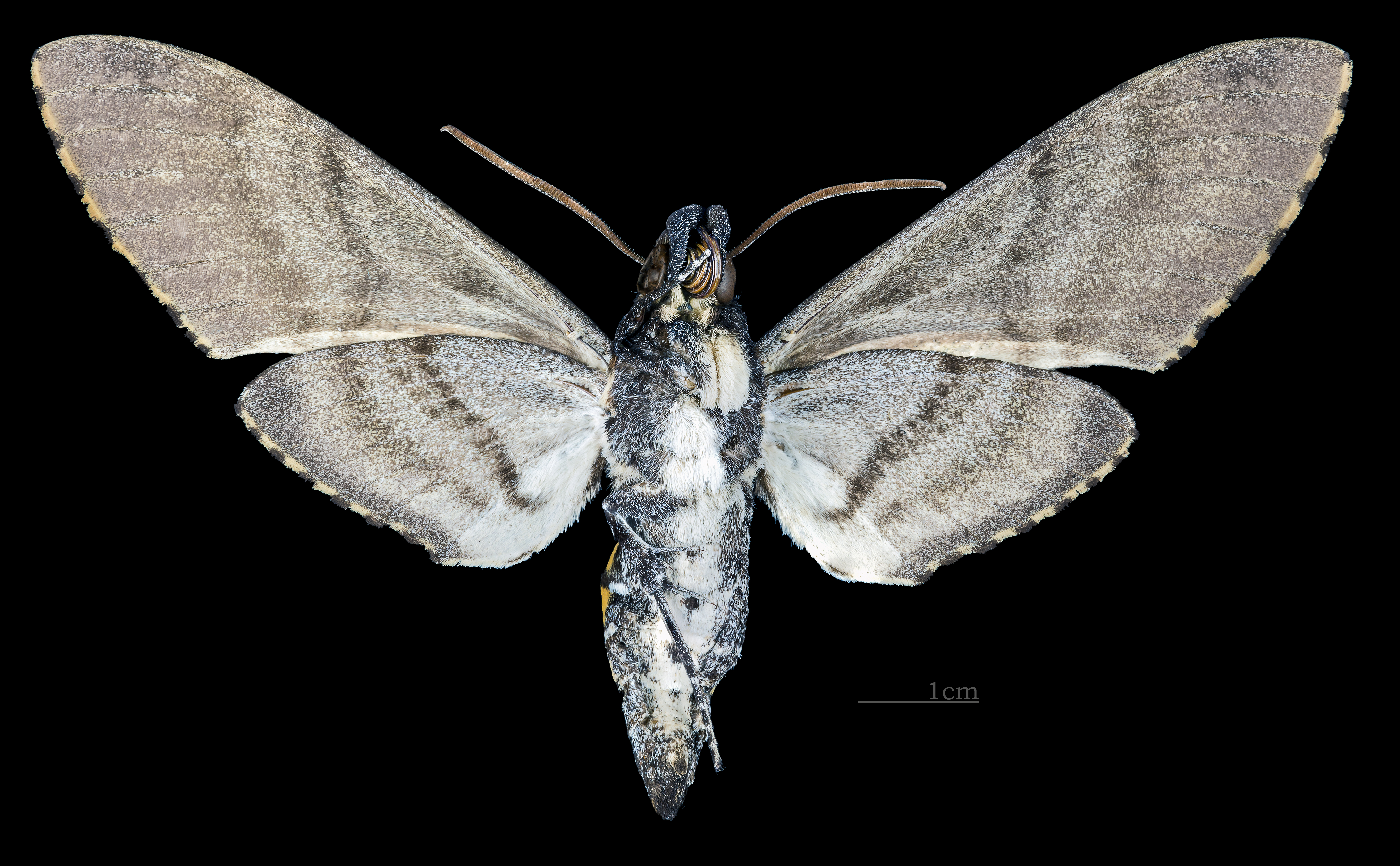
Manduca ochus ♂ △
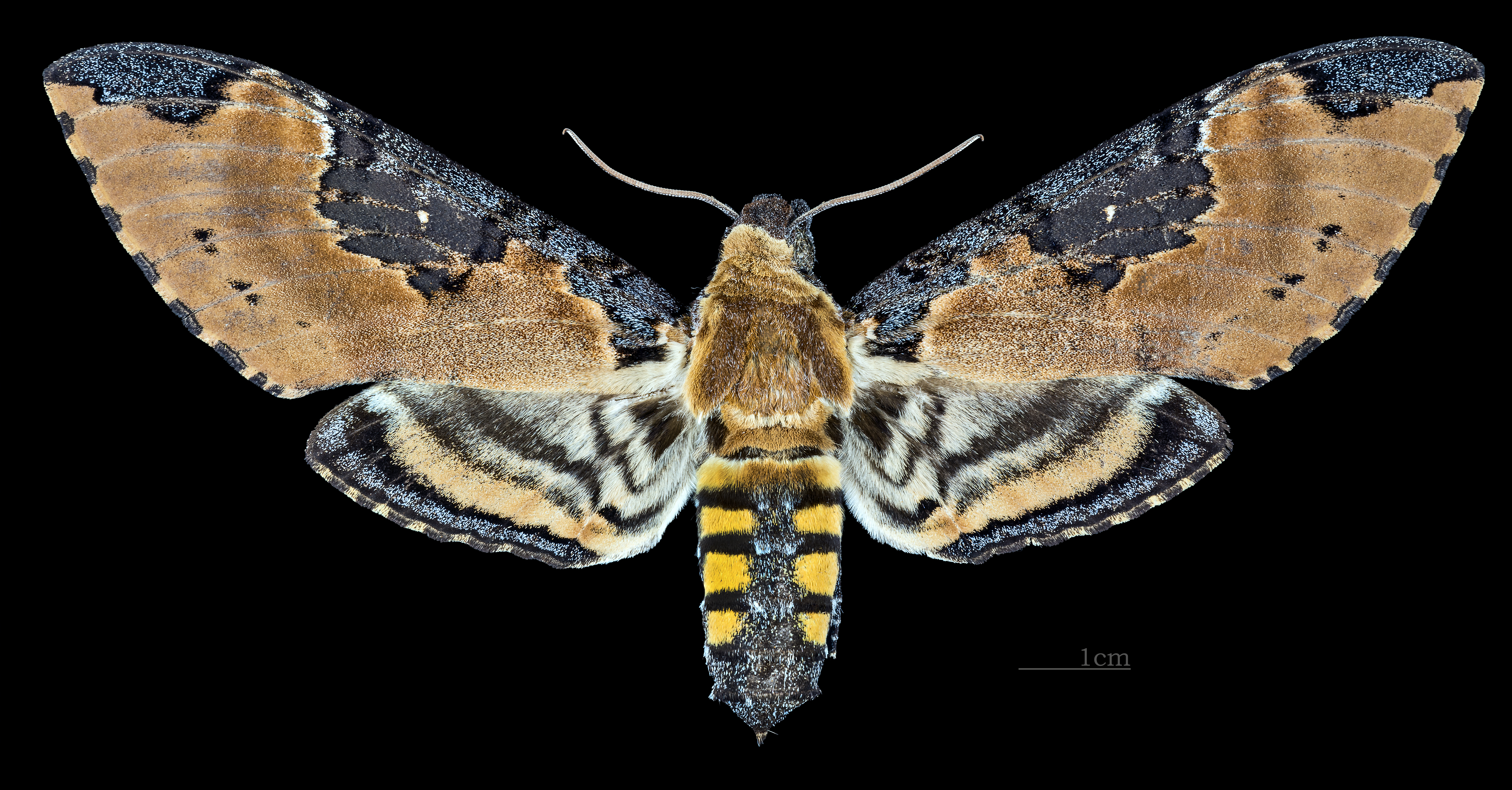
Manduca ochus ♀
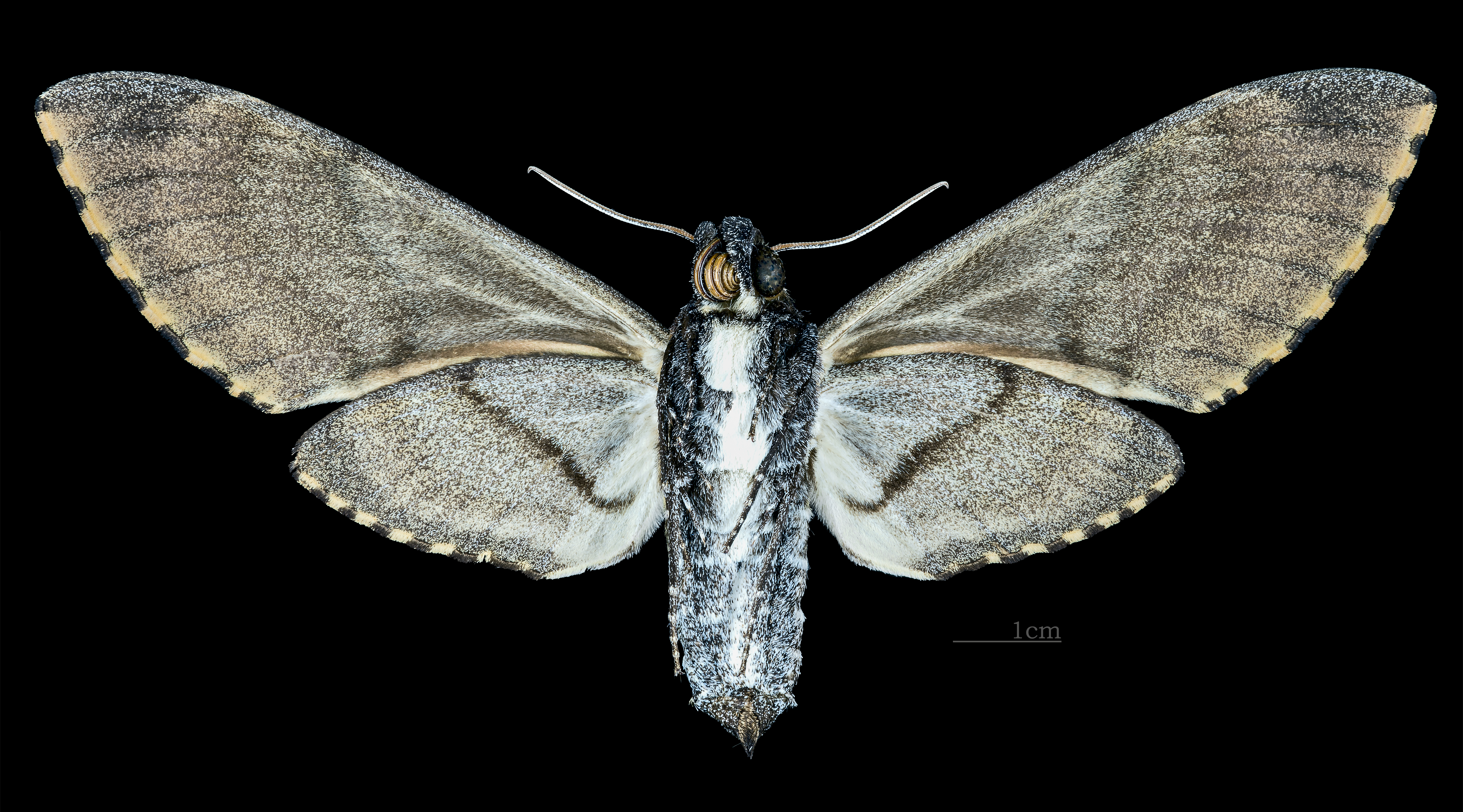
Manduca ochus ♀ △

## Verbreitung und Lebensraum
Die Art kommt von Mexiko, über Belize und Nicaragua bis Venezuela und vermutlich auch Ecuador vor. In Costa Rica ist Manduca ochus aus verschiedenen Lebensräumen unter 700 Metern Seehöhe bekannt. Sie kommen nur sehr selten ans Licht.

## Lebensweise
Die Art bildet zumindest in Costa Rica wahrscheinlich zwei oder drei Generationen pro Jahr, so dass die Falter fast das ganze Jahr über gefunden werden. Sie sind jedoch in den trockensten Monaten, Februar bis März und im Juli seltener. Die Larven ernähren sich vermutlich von Nachtschattengewächsen (Solanaceae).

## Belege